# Parapexopsis cavifacies
Parapexopsis cavifacies är en tvåvingeart som beskrevs av Herting 1973. Parapexopsis cavifacies ingår i släktet Parapexopsis och familjen parasitflugor. Inga underarter finns listade i Catalogue of Life.